# Poul Nyrup Rasmussen
Poul Nyrup Rasmussen (Esbjerg, 1943) és un polític danès que, en l'actualitat, és el president del Partit Socialista Europeu. També fou primer ministre de Dinamarca entre 1993 i 2001.
L'abril de 2004 va derrotar a l'italià Giuliano Amato per ser elegit president del Partit dels Socialistes Europeus,  succeint al britànic Robin Cook en el càrrec amb l'objectiu de convertir el PSE un veritable partit europeu. Va ser reelegit per dos anys més al Congrés del PSE a Porto el 8 de desembre de 2006 i novament al Congrés de Praga el 2009. Va dimitir a la Convenció Progressista del Partit dels Socialistes Europeus a Brussel·les el 24 de novembre de 2011, i va ser substituit, com a president interí, per Serguei Staníxev, llavors president del Partit Socialista Búlgar i exprimer ministre de Bulgària.